# Lamy (peintre)
 (janvier 2016).
Pour les articles homonymes, voir Pierre Lambert, Lambert et Lamy.
Lamy, pseudonyme de Pierre Lambert, est un peintre français né le 23 juillet 1921 à Saint-Loup-Terrier (Ardennes) et mort le 3 juillet 2019 à Cavaillon (Vaucluse). 

## Biographie
Pierre Lambert entre dans la clandestinité à Paris en 1943 et prend alors le pseudonyme de Lamy. Il étudie aux Beaux-Arts de Paris avec Paul Lemagny puis dans l'atelier de Nicolas Untersteller et chez André Lhote, et fréquente l'Académie de la Grande Chaumière.
En 1945, il participe à des activités cinématographiques, maquettes animées, dessins animés et films publicitaires. De 1949 à 1958, il séjourne au Mali où il réalise un film ethnographique. Il s'installe définitivement dans un petit village de Provence en 1959 et décide de se consacrer uniquement à son œuvre. De 1960 à 1987, il expose chaque année à la galerie Valérie Schmidt en exclusivité. En 1989, il se libère de ses engagements afin d'élargir ses lieux d'expositions. Durant 50 années, il exposera tous les ans (expositions personnelles, expositions de groupe, divers salons) en France et à l'étranger.
Absent des collections publiques et ne faisant partie d'aucun mouvement, il est reconnu comme peintre du réalisme fantastique, visionnaire, onirique, d'inspiration surréaliste.
Il travaille sur bois, comme les maîtres flamands, et y dépose des glacis donnant à ses œuvres profondeurs et luminosité, l'image y étant gravée plus que dessinée.
Espace imaginaire aux formes craquelées, aux corps fissurés, fleurs géantes, coquilles éclatées, variations de tableaux des maîtres anciens dans un monde intemporel, où femmes et couples, monstres et animaux viennent jouer en bonne compagnie.[Interprétation personnelle ?]
Il a peint environ 1 500 œuvres.
Ses tableaux figurent dans de nombreuses collections particulières en France, divers pays d'Europe, États-Unis, etc.

## Expositions
- 1960-1987 : galerie Valérie Schmidt, Paris.
- 1982 : Salon Comparaisons, Paris.
- 1987 : rétrospective à l'Espace Renaudie à Aubervilliers.
- 1987 : Arborescence, hôtel de ville de Paris.
- 1989 : galerie Jacques Royan, Lyon.
- 1990-1993 : galerie Akka Valmay, Paris.
- 1990 : galerie Marie Friez, Paris.
- 1992 : galerie Akka, Cap d'Agde.
- 1993 : Centre d'action culturelle, château d'Exideuil.
- 1992-1995 : galerie d'Art des Portes Chanac, Tulle.
- 1996 : L'Imaginaire Contemporain, Ermitage Compostelle, Le Bouscat.
- 1997 : Printemps Français en Bavière, Klosterkirsche, Traunstein.
- 1997 : Centre culturel Mohrvilla, Munich.
- 1998 : Hommage à Louis Pauwels, Trouville.
- 1999 : Musica del Novencento, Centre culturel européen, Milan.
- 2001 : rétrospective au Château d'Eau, Bourges.
- 2002 : Fondation Taylor, Paris.
- 2002-2003 : Salon de la Société nationale des beaux-arts, Paris.
- 2003-2004 : exposition personnelle, galerie Michelle Boulet, Paris.
- 2004 : Masques et Miroirs, Manège Royal, Saint-Germain-en-Laye.
- 2005 : Maîtres contemporains de l'Imaginaire, galerie Michelle Boulet, Paris.
- 2005-2006 : Le Réel et l'Imaginaire, galerie Michelle Boulet, Paris.
- 2006 : Du Rêve au Fantastique, Le Vent des Art Espace Saint-Nazaire, Sanary-sur-Mer.
- 2006 : Salon ARTéNÎM foire internationale d'art contemporain, Nîmes.
- 2007 : ST ART, foire internationale d'art contemporain, Strasbourg.
- 2007 : Venus & the Femal Intuition, Saeby, Danemark.
- 2008 : exposition personnelle, galerie Michelle Boulet, Paris.
- 2013 : galerie Bartélemy de Don, Sanary-sur-Mer.
- 2014 : invité d'honneur à la 15e Biennale du Cercle Saint-Léonard, Saint-Léonard-de-Noblat.

## Publications
- Nombreux articles et reproductions  dans Planète Revue et Nouveau Planète, Éditions Louis Pauwels.
- Variations sur l'Imaginaire, Club du Livre.
- L’Érotisme dans l'Art, Éditions Lo Duca.
- « Chefs-d'œuvre », l'Anthologie Planète.
- « Quarante peintres européens de l'Imaginaire », in: Réalisme fantastique, Éditions OPTA.
- Couverture des livres de science-fiction de Régis Messac.
- D'Aubes qui fondent en Mémoire, illustrations des œuvres de Maurice Bourg et des poètes du Puits de l'Ermite, Éditions Saint-Germain-des-Prés (Paris).
- Revue Pertuelles, couverture et illustration.
- Variations sur “Les Ménines” de Vélasquez.
- Maîtres contemporains de l'Imaginaire.
- (en) Dreamscape, The best of Imaginary Realism, Salbru Publish.
- (en) Venus and the Female Intuition, Salbru Publish.
- Imaginaire Magic Réalism, Édition Brusen et Fantasmus-Art.
- Tout ce qui n'intéressait pas Freud, couverture du livre de Philippe Presles, Éditions Robert Laffont.